# Philipp Jacob Johann Leo Klein
Philipp Jacob Johann Leo Klein (* 15. April 1815 in Berlin; † 27. November 1896 ebenda) war ein deutscher Mediziner.

## Leben
Philipp Jacob Johann Leo Klein war der Sohn des Berliner Stadtrats Johann Gottlieb Klein (* 18. Juni 1777 in Berlin; † 11. Februar 1856 ebenda), der, nach vierzigjähriger Dienstzeit, den Titel Stadtältester verliehen bekam.
Er besuchte das Gymnasium zum Grauen Kloster, an dem unter anderem Otto von Bismarck sein Mitschüler war, und immatrikulierte sich 1833 zu einem Studium der Rechtswissenschaften an der Universität Berlin; er wechselte jedoch bereits nach einem Semester zum Studium der Heilkunde und hörte Vorlesungen unter anderem bei Johannes Müller, Friedrich Schlemm, Carl Heinrich Schultz-Schultzenstein, Justus Friedrich Carl Hecker, Ernst Horn, Carl Alexander Ferdinand Kluge (1782–1844), Ernst Daniel August Bartels, Johann Nepomuk Rust, Johann Christian Jüngken und Carl Ferdinand von Graefe.
Seine letzten beiden Studiensemester verbrachte er an der Universität Halle, um unter Peter Krukenberg seine Kenntnisse in der Klinischen Medizin und bei Ernst Blasius in der Chirurgie zu vertiefen.
1837 promovierte er mit seiner Dissertation Quaedam de sudoris differentiis in morbis zum Dr. med.
Nachdem er 1839 die Staatsprüfungen bestanden hatte, ließ er sich in Berlin nieder und erhielt eine Anstellung als Armenarzt in der Rosenthaler Vorstand, in der fast fünfzig Jahre tätig war, bevor er aus gesundheitlichen Gründen von seinem Amt zurücktrat; in seiner Tätigkeit wurde er durch seinen Assistenten Ludwig Traube unterstützt, der später als Hochschullehrer an der am Friedrich-Wilhelms-Institut (siehe Pépinière) in Berlin und der Universität Berlin lehrte. Dieser hatte auch, mit der Unterstützung von Philipp Jacob Johann Leo Klein, einen großen Anteil an der Einführung und Verbreitung physikalischer Untersuchungsmethoden (Auskultation und Perkussion). 

## Ehrungen und Auszeichnungen
Philipp Jacob Johann Leo Klein wurde zum Geheimen Sanitätsrat ernannt.

## Mitgliedschaften
Philipp Jacob Johann Leo Klein war Schatzmeister der Berliner Medizinischen Gesellschaft.

## Schriften (Auswahl)
- Quaedam de sudoris differentiis in morbis. Berlin, 1837 (Digitalisat).